# Führererlass
Ein Führererlass oder eine Führerverordnung, auch Führerbefehl genannt, war eine Anordnung von Adolf Hitler, die für alle Behörden und alle deutschen Staatsangehörigen auf dem Gebiet des Deutschen Reiches Gesetzeskraft hatte. Die Bestätigung eines Führererlasses durch andere Verfassungsorgane war weder notwendig noch vorgesehen. Ein Führererlass konnte geltendes Recht verändern oder neues Recht setzen.

## Geschichte
Hitlers Möglichkeit, per Erlass Verfügungen mit Gesetzeskraft zu treffen, ging auf das Recht des Reichspräsidenten der Weimarer Republik zurück, durch Erlass die Organisation der Reichsregierung und die der obersten Reichsbehörden zu verändern. Infolge der Vereinigung beider Staatsämter 1934 gingen dessen gesamte Befugnisse auf Reichskanzler Hitler als neues Staatsoberhaupt über. Nach dem Beginn des Zweiten Weltkrieges gingen seine Führererlasse über staatsorganisationsrechtliche Bestimmungen hinaus.
Nach der Machtübernahme der Nationalsozialisten Anfang 1933 gab das Ermächtigungsgesetz der Reichsregierung die Vollmacht, Gesetze zu erlassen, die auch ohne Zustimmung des Reichstags gültig waren. Damit war das Deutsche Reich ab 1933 eine Diktatur unter Hitler (die Regierung trat nicht als Kollegialorgan in Erscheinung). Nach dem Tod des Reichspräsidenten Hindenburg erhielt Hitler 1934 außerdem das Recht, nach Artikel 48 der Weimarer Reichsverfassung sogenannte Notverordnungen zu erlassen.
Im Beschluss des Großdeutschen Reichstags vom 26. April 1942 wurde Hitlers Autorität und innenpolitische Macht durch eine weitgehende Erweiterung seiner Befugnis zur Befehlserteilung gestärkt (mit dem Argument, ihm ein flexibles Vorgehen ermöglichen zu wollen):

„Im Kampf des deutschen Volkes um Sein und Nichtsein […] muss der Führer […] – ohne an bestehende Rechtsvorschriften gebunden zu sein – in seiner Eigenschaft als Führer der Nation, als oberster Befehlshaber der Wehrmacht, als Regierungschef und oberster Inhaber der vollziehenden Gewalt, als oberster Gerichtsherr und als Führer der Partei jederzeit in der Lage sein, nötigenfalls jeden Deutschen […] bei Pflichtverletzung nach gewissenhafter Prüfung ohne Rücksicht auf sogenannte wohlerworbene Rechte mit der ihm gebührenden Sühne zu belegen und ihn im besonderen ohne Einleitung vorgeschriebener Verfahren aus seinem Amte, aus seinem Rang und seiner Stellung zu entfernen.“

## Beispiele
Die nachfolgende Aufzählung ist nicht vollständig und gibt nur Beispiele wieder:

### Vor dem allgemeinen Beschluss des Großdeutschen Reichstages vom 26. April 1942

#### Stiftung eines Deutschen Nationalpreises für Kunst und Wissenschaft
Erlass des Führers und Reichskanzlers des Deutschen Reiches vom 30. Januar 1937 über die Stiftung eines Deutschen Nationalpreises für Kunst und Wissenschaft.

#### 4. Februar 1938: „Erlaß über die Führung der Wehrmacht“
Adolf Hitler hatte Werner von Fritsch, Chef des OKH (Oberkommando des Heeres), entlassen (siehe Blomberg-Fritsch-Krise). Mit dem Führererlass vom 4. Februar 1938 übernahm Hitler das neugeschaffene Oberkommando der Wehrmacht (OKW) selbst.

#### Führererlass zum Euthanasieprogramm (1939)
Dieses geheime Schreiben Hitlers ermächtigte namentlich bestimmte Ärzte, dass „nach menschlichem Ermessen unheilbar Kranken bei kritischster Beurteilung ihres Krankheitszustandes der Gnadentod gewährt werden kann“.
Hierzu wurden alle psychisch Kranken mit mehr als fünf Jahren Anstaltsaufenthalt auf besonderen Meldebögen erfasst. Man nimmt an, dass zwischen 60.000 und 80.000 Menschen mit Behinderung dem so genannten „Euthanasie“-Programm, der Aktion T4, zum Opfer fielen.

#### Planmäßige Ermordung der Juden („Endlösung“)
Unter den Vertretern des Intentionalismus gilt es als gesichert, dass Hitler spätestens seit Sommer 1941 Befehle zur Vernichtung der europäischen Juden (im NS-Sprachgebrauch „Endlösung der Judenfrage“) gegeben habe, auch wenn diese Befehle offenbar nicht in Schriftform ergangen oder als solche erhalten sind. Die Funktionalisten in der NS-Forschung bezweifeln, dass es einen allgemeinen Vernichtungsbefehl gegeben habe.

#### Kriegsgerichtsbarkeitserlass
Mit dem Erlaß über die Ausübung der Kriegsgerichtsbarkeit im Gebiet „Barbarossa“ und über besondere Maßnahmen der Truppe vom 13. Mai 1941, kurz „Kriegsgerichtsbarkeitserlass [Barbarossa]“ genannt, ließ Hitler die sowjetische Zivilbevölkerung faktisch für vogelfrei erklären. Er ordnete an, dass Straftaten von Zivilpersonen, die in den Ostgebieten gegen die deutsche Wehrmacht erfolgten, nicht durch ordentliche Verfahren vor Standgerichten oder Kriegsgerichten geahndet werden durften. Vielmehr waren Zivilpersonen, die Wehrmachtsangehörige angreifen, „mit äußersten Mitteln niederzukämpfen“, festgenommene Tatverdächtige nach Ermessen eines Offiziers zu erschießen. Wehrmachtsangehörige mussten nicht damit rechnen, sich nach einem Übergriff oder militärischen Verbrechen vor einem Militärgericht verantworten zu müssen. Damit bildete der Erlass die „Rechtsgrundlage“ für die Verbrechen der Wehrmacht in der Sowjetunion.

#### Kommissarbefehl
Am 6. Juni 1941 erließ Hitler den sogenannten „Kommissarbefehl“ (Richtlinien für die Behandlung politischer Kommissare). Er enthielt die völkerrechtswidrige Anweisung, Politkommissare der Roten Armee nicht als Kriegsgefangene zu behandeln, sondern sie ohne Verhandlung zu töten.

#### Nacht-und-Nebel-Erlass
Am 7. Dezember 1941 wurden geheime Richtlinien für die Verfolgung von Straftaten gegen das Reich oder die Besatzungsmacht in den besetzten Gebieten erlassen, die später unter der Bezeichnung „Nacht-und-Nebel-Erlass“ bekannt wurden. Danach wurden rund 7000 des Widerstands verdächtige Personen aus Frankreich, Belgien, den Niederlanden und Norwegen nach Deutschland verschleppt und dort heimlich abgeurteilt oder bei erwiesener Unschuld in Haft behalten, ohne dass die Angehörigen irgendwelche Auskünfte erhielten.

#### Führerbefehl an Rosenberg, 1. März 1942
Juden und Freimaurer wurden von Hitler bezichtigt, Urheber des Zweiten Weltkriegs zu sein. Reichsleiter Alfred Rosenberg erhielt mit Befehl vom 1. März 1942 die Vollmacht, Büchereien und Archive, deren Eigentümerschaft man Juden oder Freimaurern zuordnete, zu beschlagnahmen.

### Nach dem allgemeinen Beschluss des Großdeutschen Reichstages vom 26. April 1942

#### Führerbefehl an den Oberbefehlshaber des deutschen Afrikakorps Erwin Rommel, 9. Juni 1942
Dieser Befehl erging schriftlich an Erwin Rommel (zu dieser Zeit Generaloberst, späterer Generalfeldmarschall). Darin wurde angeordnet, dass deutsche politische Flüchtlinge, die auf französischer Seite kämpften und in deutsche Kriegsgefangenschaft gerieten, zu liquidieren seien. Rommel verweigerte die Ausführung dieses Befehls.

#### Führerbefehl Nr. 11 vom 8. März 1944

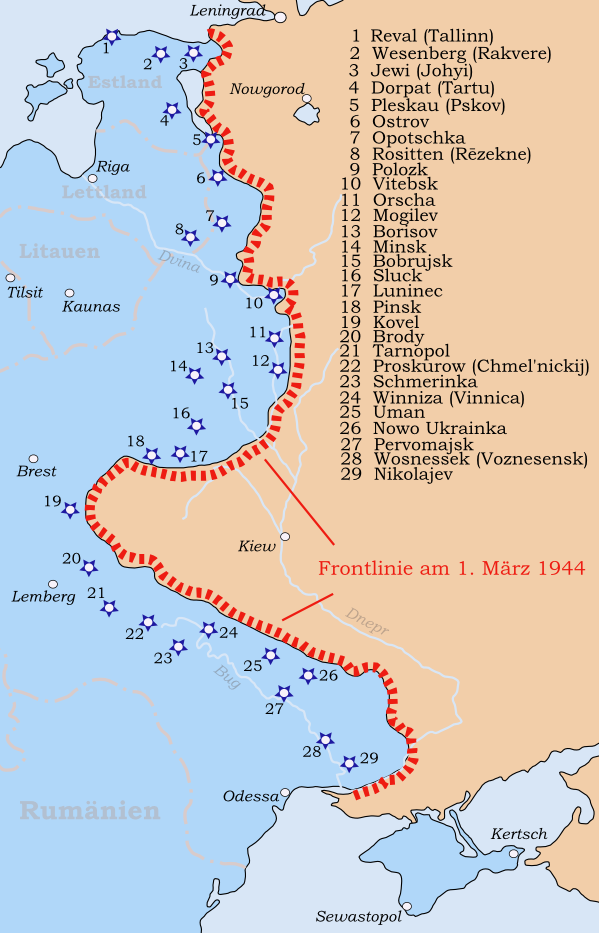
Lage der 29 „Festen Plätze“

Dieser Befehl bestimmte 29 Orte zu „Festen Plätzen“ (Näheres im Artikel Fester Platz (Wehrmacht)).

#### Führerbefehl vom 23. August 1944 („Trümmerfeldbefehl“)
Dieser erging an Dietrich von Choltitz, den Stadtkommandanten von Paris:
„Die Verteidigung des Brückenkopfes Paris ist von entscheidender militärischer und politischer Bedeutung. […] Innerhalb der Stadt muss gegen erste Anzeichen von Aufruhr mit schärfsten Mitteln eingeschritten werden, z. B. Sprengung von Häuserblocks, öffentliche Exekutierung der Rädelsführer, Evakuierung des betroffenen Stadtteils, da hierdurch eine Ausbreitung am besten verhindert wird. Die Seinebrücken sind zur Sprengung vorzubereiten. Paris darf nicht oder nur als Trümmerfeld in die Hand des Feindes fallen.“
Von Choltitz entschloss sich zur Befehlsverweigerung; er kapitulierte am 25. August 1944 und übergab Paris, das so fast unzerstört blieb.

#### Führerbefehl vom 19. März 1945 („Nerobefehl“)
Dem Befehl betreffend Zerstörungsmaßnahmen im Reichsgebiet zufolge, später kurz „Nerobefehl“ genannt, sollte beim Rückzug der deutschen Armee jegliche nutzbare Infrastruktur und Sachwerte zerstört werden und den feindlichen Streitkräften auf dem Reichsgebiet buchstäblich nichts anderes als verbrannte Erde in die Hände fallen.
Rüstungsminister Albert Speer nahm später für sich in Anspruch, die am 7. April 1945 erfolgte Abschwächung des Befehls durch seine Denkschriften erreicht zu haben. Die kolportierten Gesprächszitate von Hitlers Reaktionen auf Speers Denkschriften sind jedoch Nachkriegsformulierungen.

#### Führerbefehl an die Berliner Bevölkerung, 22. April 1945

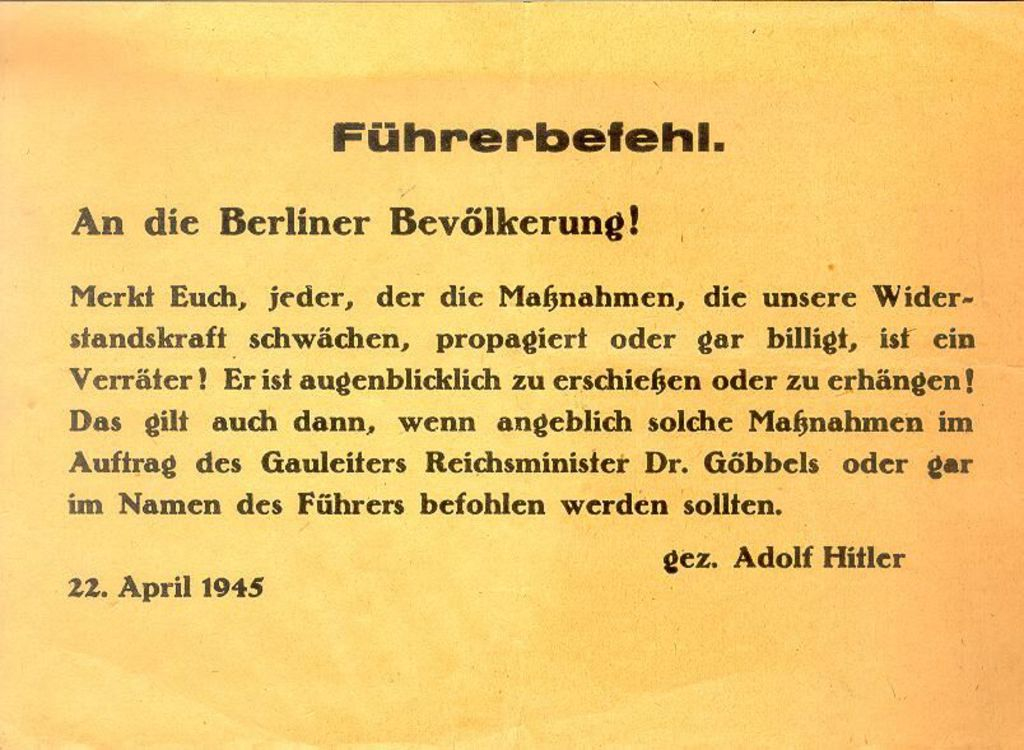
Flugblatt an die Berliner Bevölkerung mit Warnung vor der Schwächung der Widerstandskraft Berlins, 22. April 1945

Dieser Befehl wurde über Flugblätter verbreitet. Er ordnete die sofortige Erschießung von Personen an, die die deutsche „Widerstandskraft“ beim Kampf um Berlin schwächten (sogenannte Defätisten).